# Mulino della Marchesa
Il Mulino della Marchesa si trova appena fuori dal villaggio di Moulbaix, circa cinque chilometri a sud-ovest e dalla città di Ath, provincia di Hainaut (Regione Vallonia in Belgio). Fu costruito nel 1614 con vista sul castello del conte Aymard d'Ursel, il suo proprietario.

## Storia

### Origini
Il Mulino della Marchesa è uno dei più antichi della regione. È costruito interamente in legno, che è la sua peculiarità. Sulla grande ruota che gira è l'iscrizione "Anno 1614", questo ci riporta alla sua prima costruzione nelle campagne vicino Blicquy dove rimase per i successivi quattro secoli. Il marchese J.F. Chasteler ordinò la sua costruzione su richiesta di un certo M.Cazier. 
Solamente nel 1747 il mulino venne trasferito a Moulbaix. Il suo trasferimento avvenne grazie ad un uomo di nome Mercier che, avendo ottenuto il permesso di costruire un mulino a vento per Moulbaix al posto di un vecchio mulino ad acqua in disuso dalla fine del XVII secolo, richiese il trasferimento per quello di Blicquy. Nel 1748 fu venduto al marchese Gabriel François di Chasteler, signore di Bois-de-Louvignes. 
Nonostante la petizione indirizzata dal marchese al Consiglio delle Finanze nel 1752 per i bassi rendimenti del mulino, questo non ha smesso di funzionare fino al 1927. In quella data il mulino è stato salvato dalla demolizione dalla marchesa di Chasteler. La marchesa intervenne al fine di preservarlo, per questo fatto in seguito acquistò il suo nome di "Moulin de la Marquise" ossia "Mulino della Marchesa".
Seguì un periodo in cui il mulino è rimasto in abbandono, a cavallo dello scoppio della Seconda guerra mondiale; fra il 1937 ed il 1942.
Con il consenso del suo proprietario, il conte Aymard d'Ursel, il mulino è stato restaurato dal padre dell'attuale mugnaio Joseph Dhaenens. Joseph e la sua famiglia volevano vivere attraverso il mulino ed è per questo che è stato dotato di motori elettrici che permettono di operare anche senza vento.

### Seconda guerra mondiale
Nel settembre del 1944 gli Alleati che avanzavano nostro territorio costrinsero l'esercito nazista a ritirarsi. Mr. Dhaenens, che pensava che i tedeschi avessero già lasciato la regione, mise le assi del mulino in posizione di festa nazionale, decorandole con la bandiera belga. Ma quello che avanzavano all'orizzonte non erano truppe alleate, ma una colonna tedesca. Per fortuna un vicino di casa riuscì ad avvisare Joseph Dhaenens in tempo ed egli ritirò i colori. In caso contrario, il Mulino della Marchesa sarebbe probabilmente un ricordo.

### Giorni nostri
Nel 1960 è stato intrapreso un importante restauro: l'asse verticale, denominata "pivot", su cui poggia e ruota del mulino doveva essere sostituita data l'usura. Joseph Dhaenens quindi richiese l'aiuto del conte d'Ursel per la redenzione del "pivot" risalente al 1783. Grazie alla loro azione combinata, il mulino è stato in grado di girare di nuovo. Si noti che anche il piedistallo e le scale sono stati sostituiti. Dal momento che la famiglia Dhaenens ottenne la totale cura del Mulino della Marchesa, sono stati fatti altri restauri: in primo luogo, il mulino ha dovuto affrontare una terribile tempesta nel 1983 per il quale sono stati sostituite tutte le assi. Seguirono altri restauri nell'anno successivo sostenuti dal Ministero della Comunità francofona del Belgio, in quanto il mulino è un monumento nazionale. Infine, nel dicembre 2005, il governo vallone ha approvato l'avvio di un importante progetto, completato alla fine del 2006. Questo lavoro consisteva di un restauro dell'intera struttura; tetto, mulino meccanico e rinnovamento del rivestimento, gravemente danneggiato dalle piogge.

## Struttura
Come qualsiasi mulino a vento, si compone di un elemento fisso (pivot, puntelli e suole) e di un elemento mobile (la gabbia del mulino, la coda, il meccanismo interno).

### Pivot
L'asse verticale ha come misure un diametro di 65 cm per una lunghezza di 6,75 m totali. Questo perno può trasportare un carico fino a 40 tonnellate.

### Gabbia del mulino
la gabbia del mulino è composta da due piani: il primo possiede il montacarichi, lo stock di grano e la tramoggia di alimentazione. Il secondo piano è riservato alle due coppie di macine.

### Macine
La prima è utilizzata per la farina di frumento mentre la seconda per altri cereali. Una macina è costituita da due elementi: una mola "dormiente", quella inferiore, e fissa, e una mole "corrente", mobile, che ruota. Entrambe hanno un diametro che varia da 1,5 m a 30 cm di spessore. Esse pesano rispettivamenten 1500 kg per la "corrente" e 1000 kg per il "dormiente" e sono datate 1860. Esse sono in pietra naturale provenienti da "La Ferte-sous-Jouarre" sulla Senna e sulla Marna. 

### Ali del mulino
Le ali del mulino hanno una lunghezza di 12 m. Il mulino ha quindi una apertura alare totale di 24 m. Con un buon vento può funzionare con una frequenza che varia dai 20 ai 25 giri al minuto, che è equivalente ad una velocità che varia da 80 a 100 km/h.

### Cereali lavorati
vengono lavorati soprattutto avena, frumento, orzo e grano saraceno.

## Galleria d'immagini

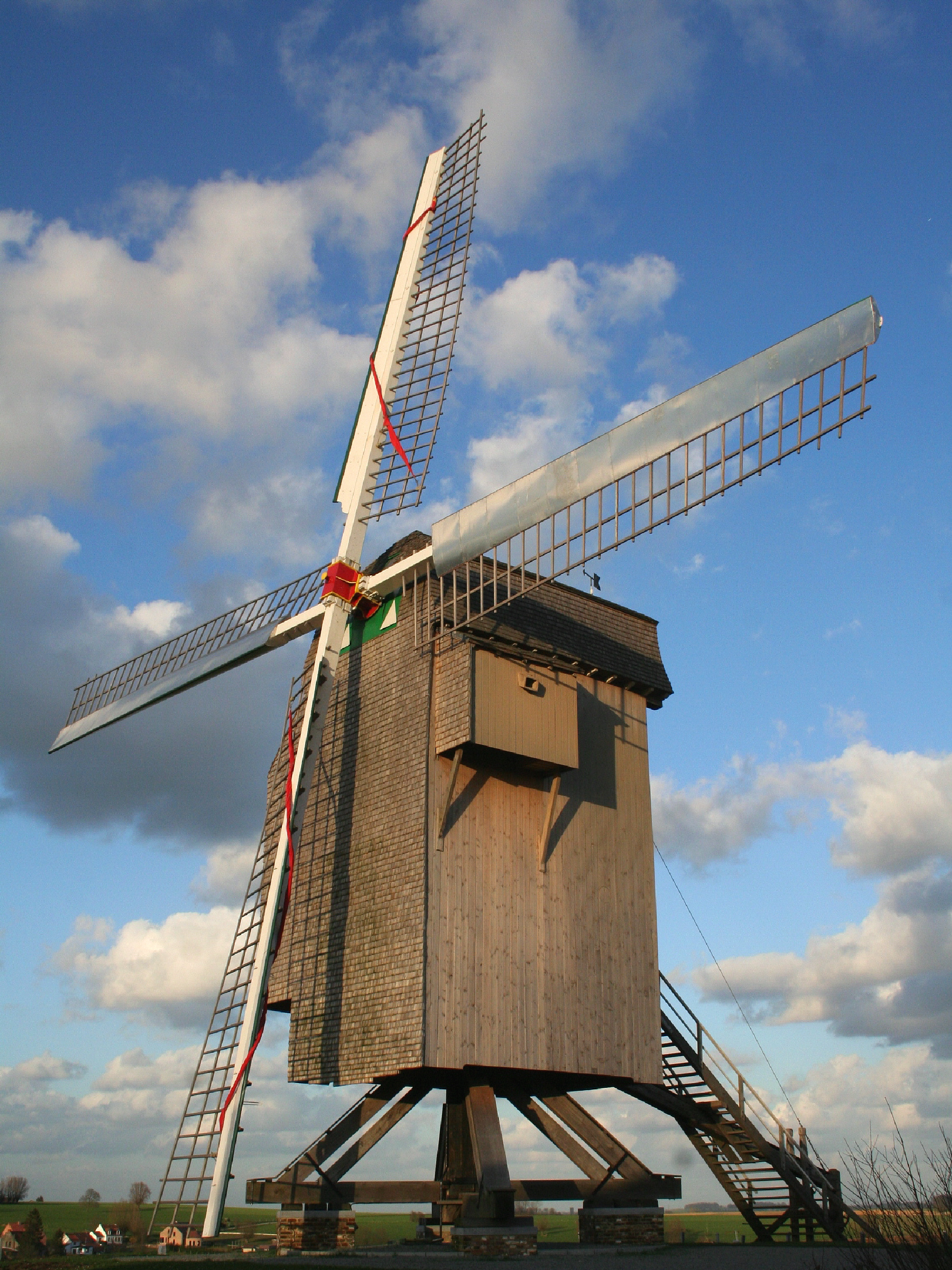
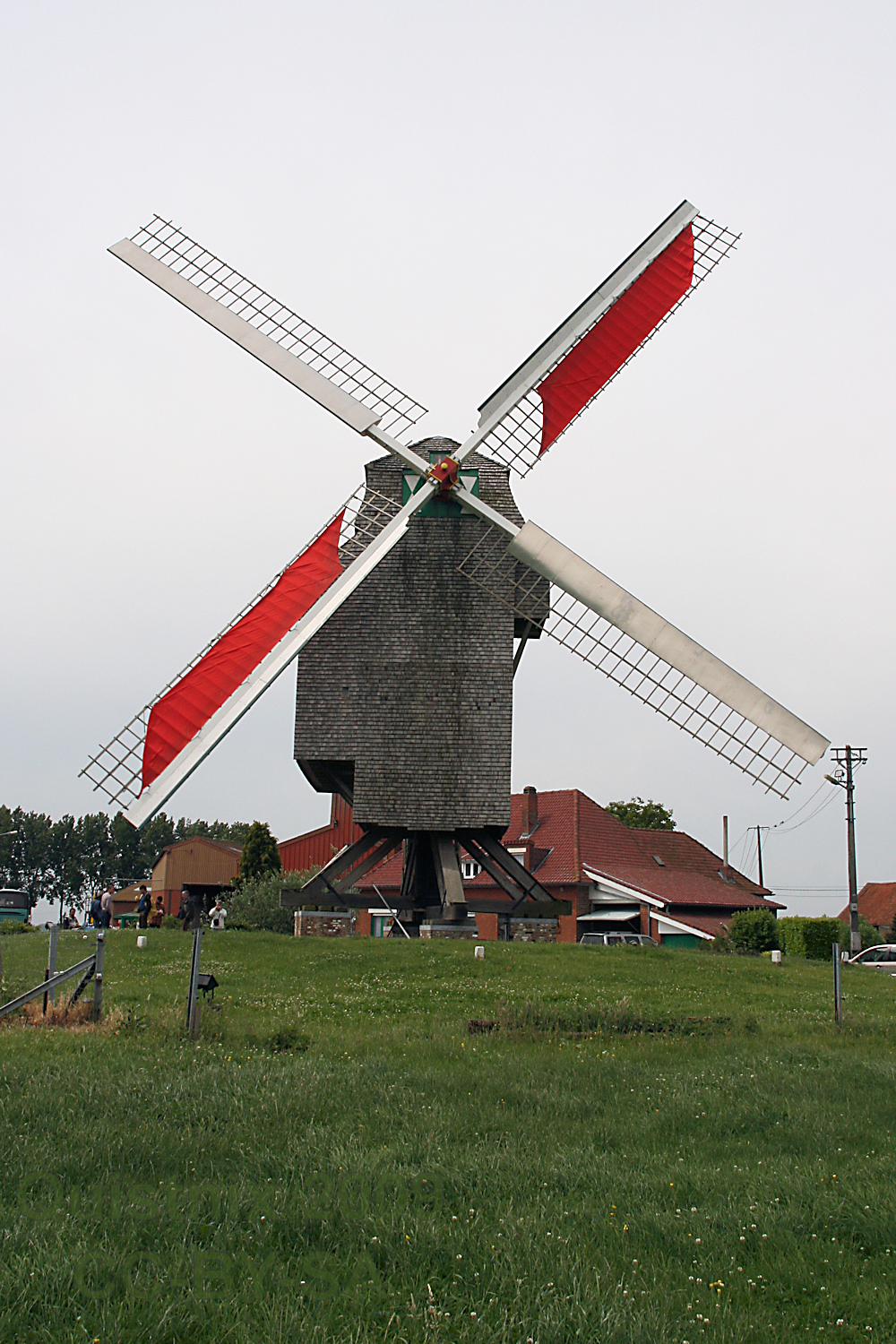
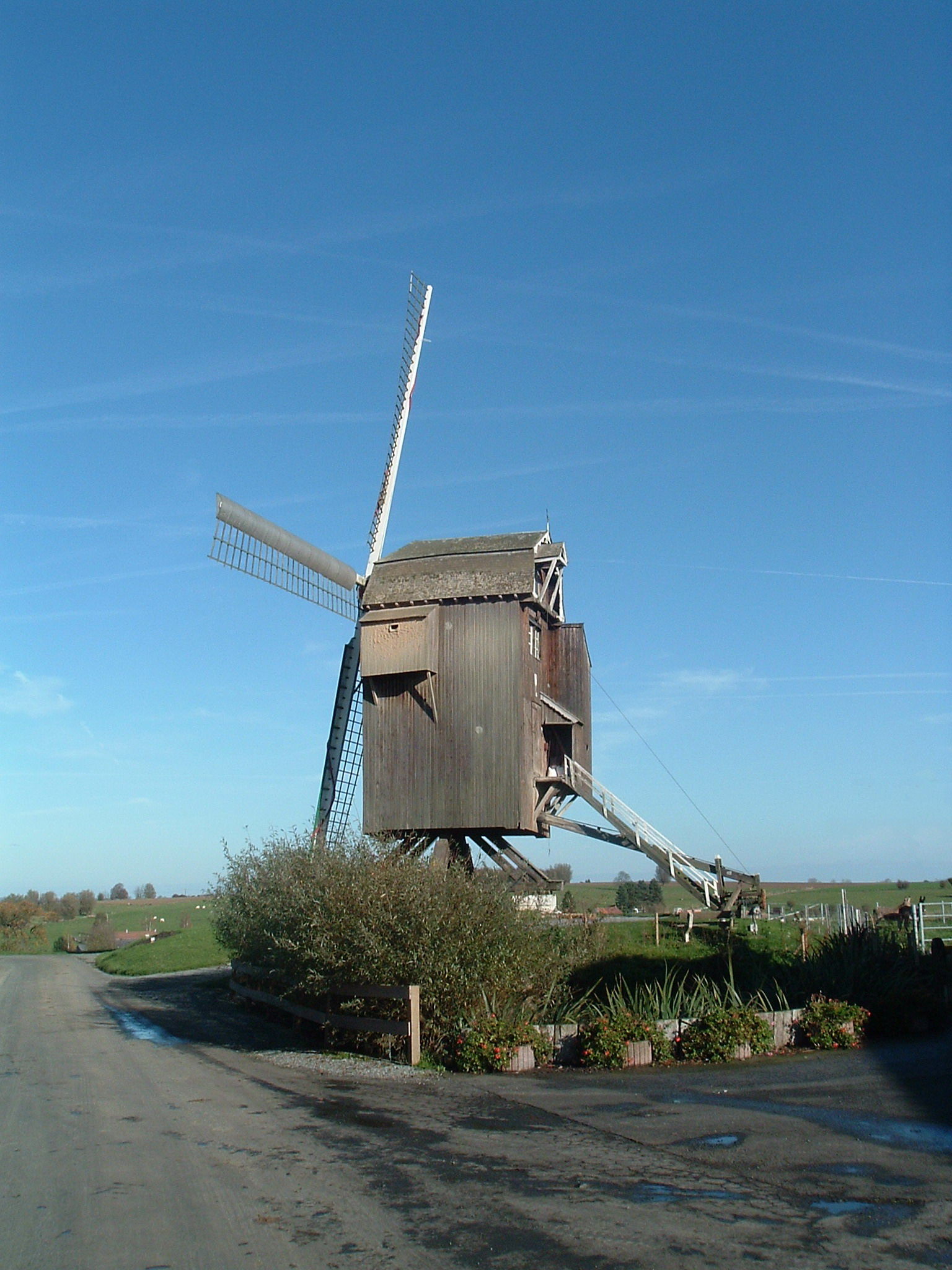
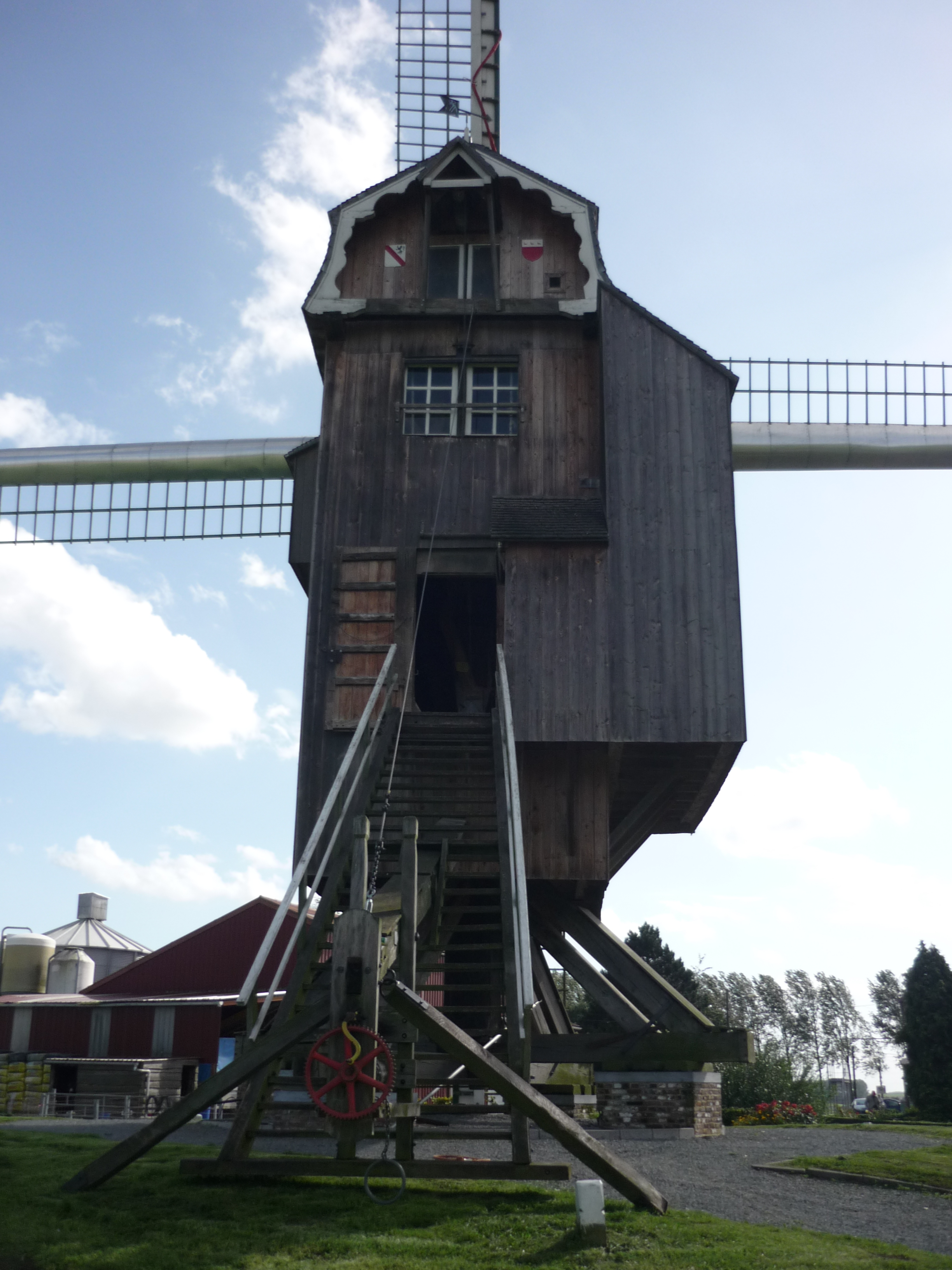
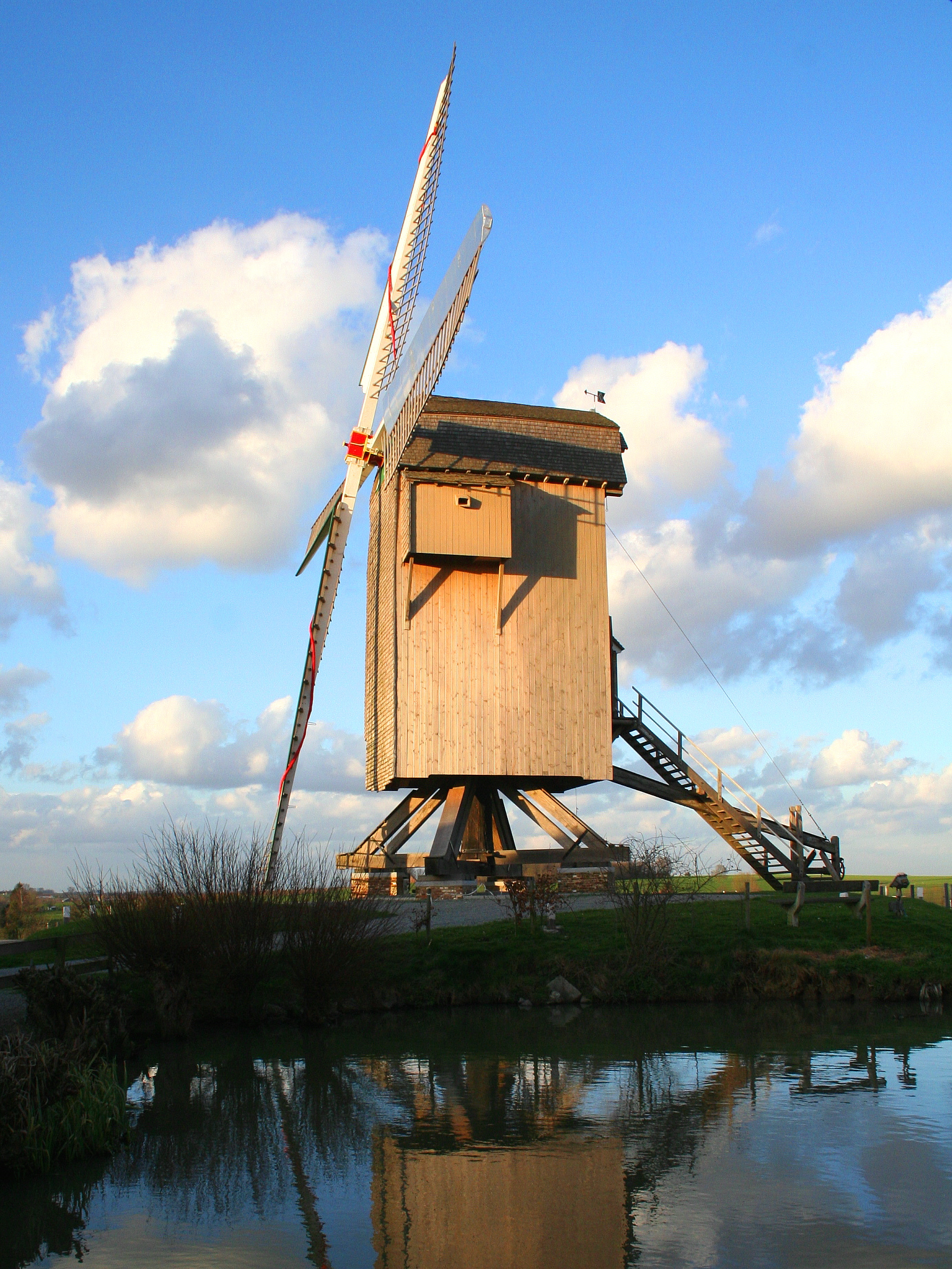
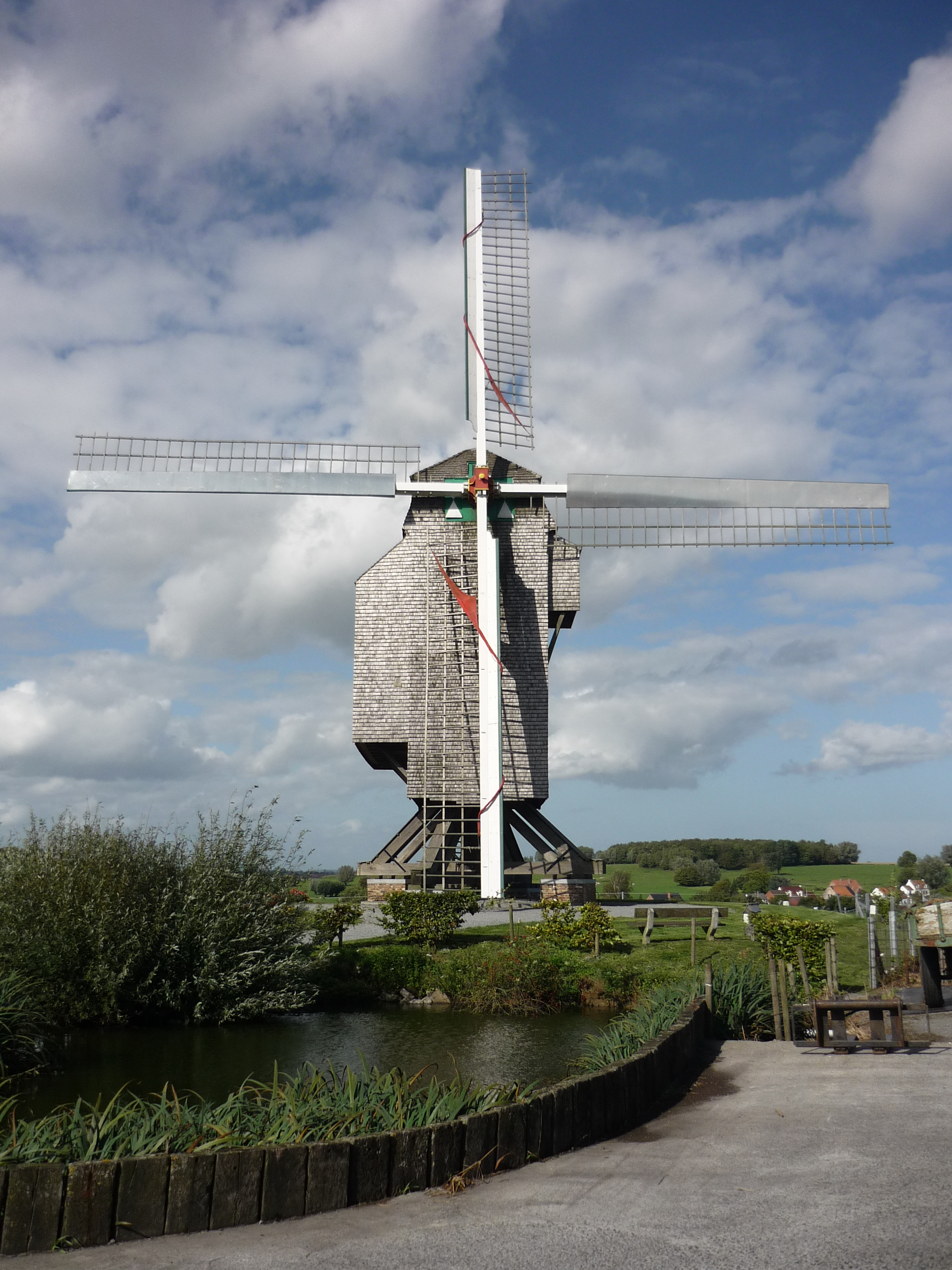